# Алмейда (муниципалитет)
Алмейда (порт. Almeida; [aɫ'mɐidɐ ]) — муниципалитет в Португалии, в составе округа Гуарда. По старому административному делению входил в провинцию Бейра-Алта. Входит в экономико-статистический субрегион Бейра-Интериор-Норте, который входит в Центральный регион. Численность населения — 7,4 тыс. жителей на 2006 год. Занимает площадь 520,55 км².

## Посёлок
Центром является одноимённый посёлок городского типа. Население посёлка - 1,5 тыс. жителей. Посёлок расположен в 36 км на северо-восток от адм. центра округа города Гуарда. 
Поселок основан в 1296 году. Покровителем посёлка считается Дева Мария (порт. Nossa Senhora da Luz). 

## Расположение
Муниципалитет граничит:
- на севере — муниципалитет Фигейра-де-Каштелу-Родригу
- на востоке — Испания
- на юге — муниципалитет Сабугал
- на западе — муниципалитеты Гуарда, Пиньел

## Население
| Численность населения муниципалитета по годам | Численность населения муниципалитета по годам | Численность населения муниципалитета по годам | Численность населения муниципалитета по годам | Численность населения муниципалитета по годам | Численность населения муниципалитета по годам | Численность населения муниципалитета по годам | Численность населения муниципалитета по годам | Численность населения муниципалитета по годам |
| --------------------------------------------- | --------------------------------------------- | --------------------------------------------- | --------------------------------------------- | --------------------------------------------- | --------------------------------------------- | --------------------------------------------- | --------------------------------------------- | --------------------------------------------- |
| 1801                                          | 1849                                          | 1900                                          | 1930                                          | 1960                                          | 1981                                          | 1991                                          | 2001                                          | 2004                                          |
| 3408                                          | 5604                                          | 17 031                                        | 14 860                                        | 16 107                                        | 10 524                                        | 10 040                                        | 8423                                          | 7784                                          |

## Состав муниципалитета
В муниципалитет входят следующие районы:
1. Аде
2. Алдейя-Нова
3. Алмейда
4. Аморейра
5. Азиньял
6. Кабрейра
7. Каштелу-Бон
8. Каштелу-Менду
9. Фрейнеда
10. Фрейшу
11. Жунса
12. Леомил
13. Мальяда-Сорда
14. Малпартида
15. Мешкитела
16. Миду
17. Миузела
18. Монте-Пероболсу
19. Наве-де-Авер
20. Навеш
21. Парада
22. Пева
23. Порту-де-Овелья
24. Сенораш
25. Сан-Педру-де-Риу-Секу
26. Вале-Верде
27. Вале-да-Мула
28. Вале-де-Коэлья
29. Вилар-Формозу